# Zacharoff
Zacharoff, även stavat Zackaroff, är ett svenskt efternamn, buret av en släkt som invandrade från Ryssland till Jonsered.

## Alfabetisk lista över bemärkta personer
- Christer Zacharoff (född 1942), ordförande i Jonsereds IF, son till Gilbert[1]
- Gilbert Zacharoff (1910–1985), ordförande i Jonsereds IF, bror till Tage[1]
- Gunnar Zacharoff (1902–1957), fotbollsspelare och olympier, bror till Gustav
- Gustav Zacharoff (1912–1975), fotbollsspelare, bror till Gunnar
- Tage Zacharoff (1911–1998), fotbollsspelare och -tränare, bror till Gilbert[1]

## Stamtavla i urval
- Oskar Vilhelm Zacharoff (1844–1913), gjuteriarbetare
  - Fritz Valfrid Zacharoff (1876–1955), gjuteriarbetare
    - Gunnar Zacharoff (1902–1957), verkstadsarbetare, fotbollsspelare och olympier
    - Gustav Zacharoff (1912–1975), textilarbetare och fotbollsspelare

  - Daros Emanuel Zacharoff (1879–1935), textilarbetare
    - Gilbert Zacharoff (1910–1985), kontorist, ordförande i Jonsereds IF
      - Christer Zacharoff (född 1942), ordförande i Jonsereds IF

    - Tage Zacharoff (1911–1998), försäljningschef, fotbollsspelare och -tränare